# Flash & the Pan
Flash & the Pan är australiska musikgruppen Flash and the Pans debutalbum, utgivet 1978 och det producerades av Harry Vanda och George Young som också skrev och framförde alla stycken.

## Låtlista
1. "Hey, St. Peter"
2. "Man in the Middle"
3. "Walking in the Rain"
4. "The African Shuffle"
5. "California"
6. "Ladykiller"
7. "The Man Who Knew the Answer"
8. "Hole in the Middle"
9. "And the Band Played on (Down Among the Dead Men)"
10. "First & Last"
11. midnight man
12. waiting for a train
13. Early morning wake up call
14. Ayla

## Kuriosa
Låten Hey, St. Peter användes som signaturmelodi till TV-programmet Razzel i SVT.